# ラ・ファブロー
ラ・ファブロー（La Febró）は、スペイン・カタルーニャ州タラゴナ県にあるムニシピオ（基礎自治体）。バッシ・カム郡に属している。自治体公式名称はカタルーニャ語のLa Febró、カスティーリャ語名は定冠詞のないFebró（フェブロー）。カタルーニャ統計局によれば、2012年の人口は49人。
　

## 歴史
1153年のシウラーナ（Siurana）に与えられた住民認可証（carta de población）にこの地についての最も古い言及が残されている。1163年にはこの地の地名がLlibre Blanc de Santes Creus（リブラ・ブラン・ダ・サンタス・クレウス）の中に認められる。
1324年以降プラーダス伯領の一部となり、1327年にはバルセロナ伯ラモン・バランゲー1世によって妃ブランカに結納の一部として、この地が他のものとともに与えられた。1406年以降自治体首長を持つに至っている。
1940年代には反フランコ主義ゲリラ組織マキス（maquis）の活動の舞台となり、このことによって多くの住民がこの地を去っていった。

## 人口
| ラ・ファブローの人口推移 1900－2010                     |
|                                                         |
| 出典:INE（スペイン国立統計局）1900年 - 1991年、1996年 - |

## 文化
ラ・ファブローは非常に小さな自治体で、通りも家も少なく、教区教会はサン・エステバンに捧げられてはいるものの、興味深い建築などは特にないが、はずれには青銅器時代のものとみられる考古学遺跡が残されている。また、新石器時代の墓も発見されている。
8月最終週にはこの地で最も重要な祭りが行われる。

## 経済
ラ・ファブローの主要な産業は農業で、ブドウ、オリーブ、アーモンド、ハシバミなどが栽培されている。